# سلوك تدفق النقر

سلوك تدفق النقر (بالإنجليزية: Clickstream behavior)‏ هو عبارة عن نظام يقوم بتسجيل وحفظ جميع صفحات الويب، والروابط التي قام مستخدم الكمبيوتر بتصفحها عبر المواقع. حيث يقوم بالإطلاع على نقاط الدخول والخروج من المواقع بالرجوع مثلا إلى عنوان المتصفح URL، أوإحصائيات الدخول إلى الموقع، أو مشاهدة الصفحات، والانطباعات، وأنظمة التشغيل، ونوع التصفح. بالإضافة إلى ذلك، حين يقوم زائر الموقع بطلب صفحات معينة، يقوم السيرفر تلقائيا بحفظ العنوان الـرقمي للإنترنت الخاص به (IP)، والـ(IP) عبارة عن رقم يسجل تلقائياً في حاسبك الآلي كلما أبحرت في الإنترنت، فعندما ينقر المستخدم على أي مكان في صفحة الويب فهذا العمل يتم تسجيله على ملف داخل جهاز الكمبيوتر أو داخل خادم الويب web server أو في متصفح الويب أو الموجهات routers أو في خادم الملقمات proxy servers أو في خادم الإعلانات ad servers.
هذا النقر يتم تحليله ويستخدم في تحليل نشاط الويب، واختبار البرمجيات وبحوث التسويق وتحليل الإنتاجية للموظفين, وكلا من مزوّدوا خدمة الإنترنت ومواقع الويب الفردية قادرة على تتبع سجلات المستخدمين، وهذه السجلات أصبحت شيء ثمين على نحو متزايد عند المسوّقين ومعلنين الإنترنت.
تدفق النقر يخزن في سجلات النقر (Clickstream logs) والتي تحتوي على كلّ موقع ويب وكلّ صفحة من كلّ موقع ويب الذي زارها المستخدم، كذلك مدة بقاء المستخدم في كل صفحة أو موقع، وما هو ترتيب الصفحات التي زارها المستخدم، وتاريخ ووقت الزيارة ,وأيّ مجموعات أخبار شارك فيها المستخدم، وحتى عناوين البريد الإلكتروني الذي يستعمله المستخدم في الإرسال والاستلام, فهذا السجلات تشكل مصدرا غنيا لبيانات المستخدمين على شبكة الإنترنت.
سجلات النقر يمكن توليدها إما عن طريق البرامج التي يستضيفها تطبيق العميل أو مباشرة من سجلات الخادم. البيانات من جهة الخادم لها بعض المزايا على البيانات من جهة العميل في حجمها الكبير، حيث إن البيانات يمكن جمعها لجميع مستخدمي الموقع من دون الحاجة إلى تثبيت برامج على جانب العميل. ومع ذلك فإن هذه السجلات يمكن أن لا تروي القصة الكاملة لتفاعل ونشاط المستخدم مع الموقع، مثل استخدام زر العودة أو تصفح الصفحات التي من الموقع، ولكن تقام على خادم آخر فهذه لا يتم تسجيلها في جهة الخادم فلذلك على الرغم من أن السجلات من جهة الخادم أكبر حجما إلا أن السجلات من جهة العميل تكون أدق ومفصلة أكثر.
ويمكن أن تستخدم تلك البيانات في مختلف السيناريوهات أهمها:
هو التسويق حيث تساعد المعلن على تحديد موقع الصفحات المناسبة لوضع إعلاناته ضمنها، فاعتماد على سجل تدفق النقر للمستخدم يعرض له مجموعة إعلانات بالتناوب، كل فترة محددة يعرض له الأشياء التي يهتم بها في هذه المساحات الإعلانية على صفحات الويب. وتتوفر برمجيات خاصة تعمل على مزوّدي الويب لإدارة الإعلانات وعرضها.
وهناك أيضا التسويق بالبريد الإلكتروني حيث يقوم المسوقون بإرسال دعايات بريدية إلى إيميلات المستخدمين بناء على سجلات النقر لهم.
كما تساعد معلومات تدفق النقر مدير الموقع على معرفة كيفية استخدام الزوار للموقع، وأي الصفحات تنال الاهتمام الأكبر, وبالإضافة إلى ذلك، يمكن لأي من مدراء المواقع، والباحثين أو أي شخص لديه موقع معرفة كيفية تحسين موقعهم.وتحليل البيانات للعملاء الذين قاموا بزيارة موقع شركة يصبح ضرورة لكي تظل الشركة قادرة على المنافسة. فمثلا تقوم الشركات بتحليل تدفق النقر لعملائهم أثناء استخدام الشركة للكشف عن أنماط استخدامهم، وهذا بدوره يعطي الفهم المتزايد لسلوك العملاء.
ويمكن أن يستخدم أيضا لتحسين درجة رضا العملاء مع الشركة نفسها.
كل من هذه الاستخدامات تقوم بتوليد ميزة تجارية ضخمة للموقع أو للشركة.
كما أنه يستخدم برامج حاسوبية تقوم بمتابعة ورصد زوار المواقع. حيث أن هذه المعلومات التي يتم جمعها ممكن أن تكون عامة وشاملة، ولن تحدد الهوية الشخصية للمستخدم ولن ترتبط به شخصياً, ويمكن أن تشمل بيانات المستخدم الشخصية إذا مثلا قام بتعبئة بياناته الشخصية ووسائل الاتصال به في صفحة ويب فيمكن بذلك معرفة صاحب السجل.
استخدام بيانات النقر يمكن أن يثير القلق على خصوصية الأفراد، وخاصة أن بعض مزودي خدمة الإنترنت لجأت إلى بيع هذه السجلات، وأصبح ذلك كوسيلة لتعزيز إيراداتهم, فهناك شركات تشتري هذه السجلات وتدفع شهريا أموالا لكل سجل مستخدم, وفي حين أن هذه الممارسة في معظم الأحيان لا تقوم بتحديد تعريف المستخدمين شخصيا، إلا أن من الممكن التعرف بشكل غير مباشر على هؤلاء الأفراد, ومعظم المستهلكين لا يدركون هذه الممارسة، وإمكانياتها بالكشف عن خصوصياتهم، بالإضافة إلى ذلك القليل من مزودي خدمة الإنترنت يعترف بعمل هذه الممارسة.
ومع ذلك هناك التسجيل المصرح به حيث أن بعض المواقع وضعت سياسة حماية الخصوصية وذلك بأخذ موافقة المستخدم في أخذ بياناتهم وتبادل هذه البيانات مع شركات أخرى.